# Warnberg

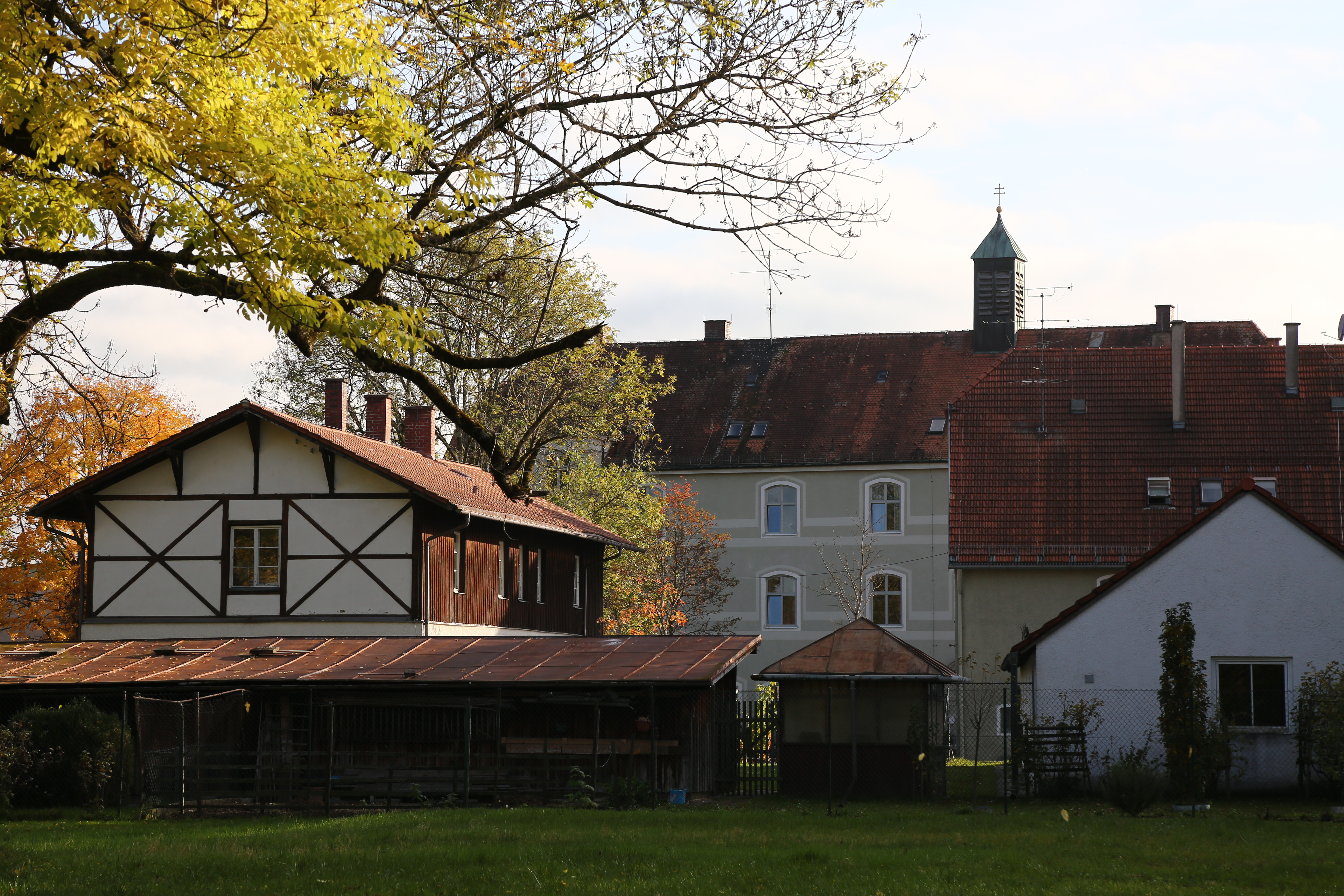
Gut Warnberg auf der Kuppe von Warnberg

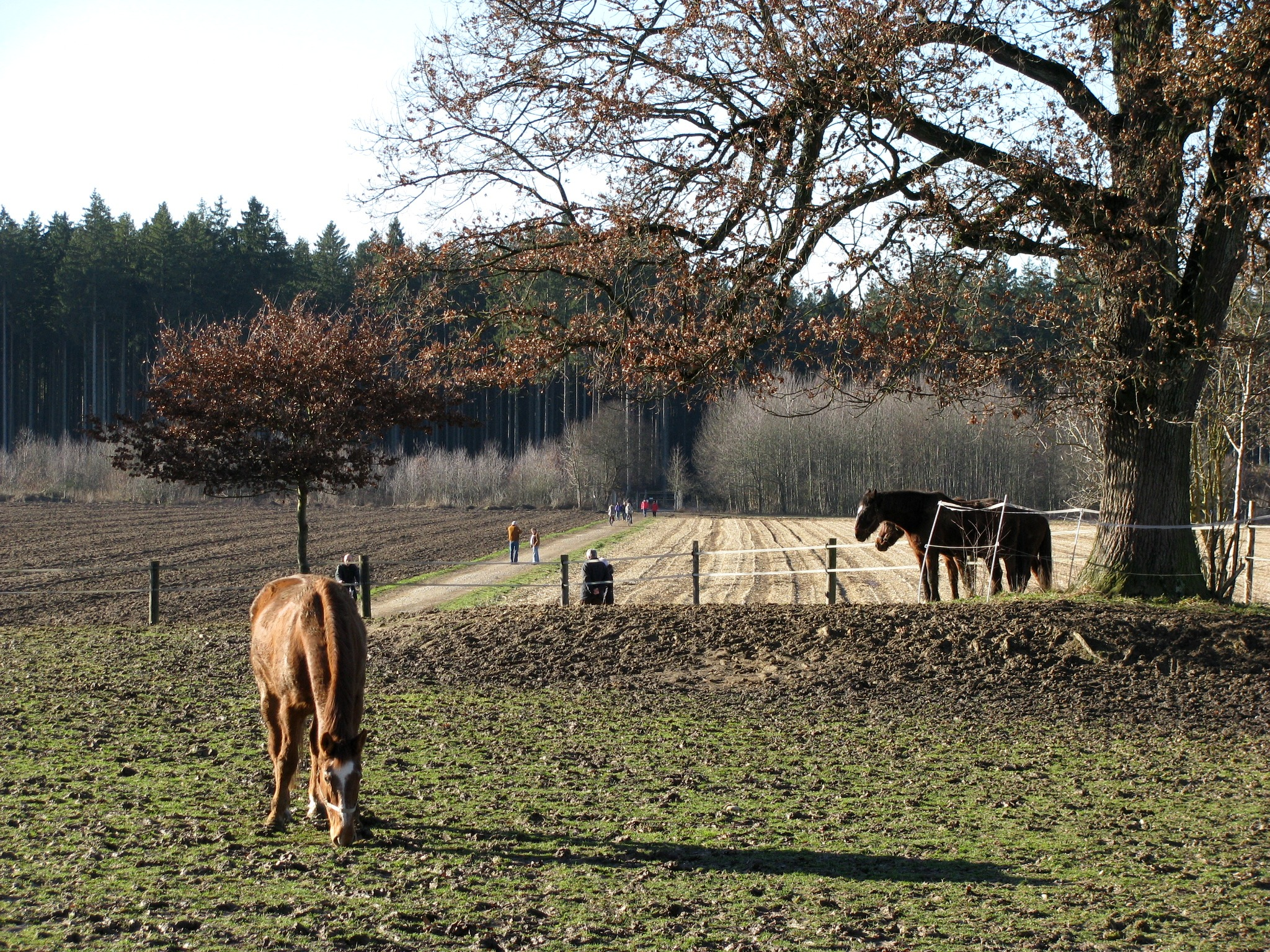
Landwirtschaftlich genutzte Flächen und Weg zum Forstenrieder Park

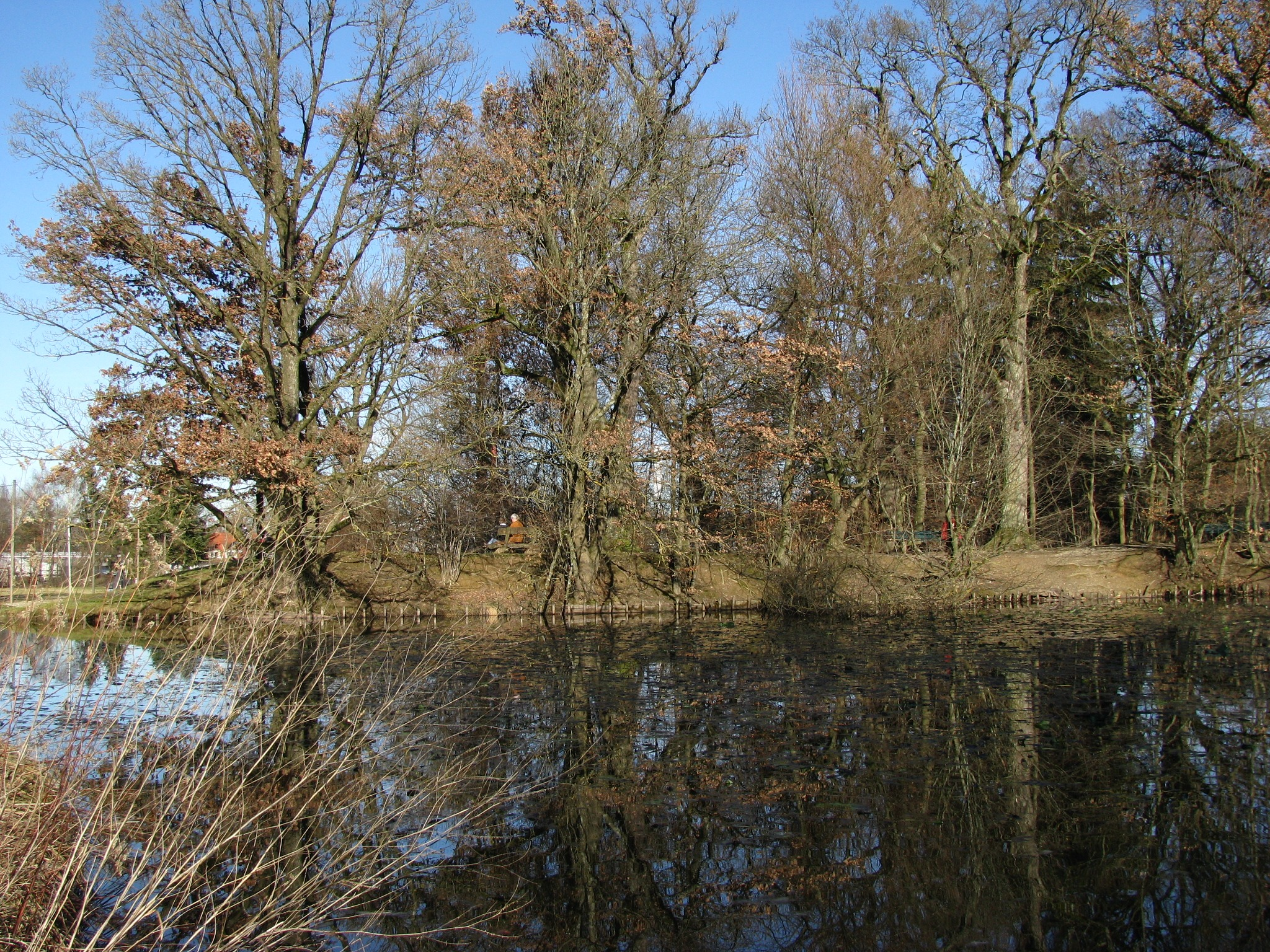
Warnberger Weiher

Warnberg ist der Name einer natürlichen Erhebung im Süden von München und des auf dieser Anhöhe gelegenen Ortsteils von Solln. Der höchste Punkt der Anhöhe ist mit 580,5 m ü. NHN gleichzeitig der höchste Punkt Münchens.
Auf der Kuppe der Anhöhe lag im 12./13. Jahrhundert eine Turmhügelburg, auf deren Gelände später ein Gutshof entstand.

## Lage
Warnberg ist das südlichste Quartier von München. Es liegt am Rand der Isarhochterrasse im Süden des Münchner Stadtteils Solln an der Grenze zu Pullach im Isartal. Östlich des Ortsteils läuft die Wolfratshauser Straße vorbei, die Teil der nach Krün führenden B11 ist. Westlich von Warnberg liegt das gemeindefreie Gebiet des Forstenrieder Parks. Die Anhöhe wird von der Warnbergstraße erschlossen, einer Stichstraße, die von der Wolfratshauser Straße abzweigt.

## Geschichte
Der Ort wurde erstmals 1185 als Warnberch erwähnt. Dieser Name wird einerseits als Warte oder als Sitz eines Wächters interpretiert, wird aber auch mit Namen Warin in Verbindung gebracht. Eine spekulative Interpretation nimmt an, dass Besitz rund um den Warnberg als Mitgift der Haddellind bei ihrer Heirat um 750 mit dem fränkischen Edelmann Warin in dessen Familienbesitz übergegangen sein könnte. Der erhaltene Turmhügel hat einen Durchmesser von 18 Metern und war laut schwachen Spuren im Gelände von einem Graben umgeben.
1187 wurde Warnberg vom Freisinger Bischof Otto II. dem Kloster Schäftlarn übereignet. Die Urkunde ist auch von Markgraf Berthold von Andechs unterzeichnet. Im 12. und 13. Jahrhundert saß die Familie Witschit als Ministerialen der Grafen von Andechs in Warnberg und Solln. Nach dem Aussterben der Andechser im 13. Jahrhundert kam Warnberg in den Besitz der Wittelsbacher. 1269 sind im herzoglichen Urbar drei Huben in Warnberg verzeichnet.
Die Einöde Warnberg wurde 1818 der Gemeinde Solln zugeordnet. Während die beiden Orte auf der topographischen Karte von 1812 noch durch einen Waldstreifen voneinander getrennt sind, wurde dort 1862 die "Ziegelei am Warnberg" am Nordhang der Anhöhe errichtet. Die heute noch bestehende Gaststätte Iberl war ursprünglich ein Ausschank für die Ziegeleiarbeiter. Ein Rest des ursprünglichen Waldstreifen wurde 1936 zum Waldfriedhof Solln umgestaltet.
Am 1. Dezember 1938 wurde die Gemeinde Solln und damit auch ihr Ortsteil Warnberg nach München eingemeindet.

## Beschreibung
Die Anhöhe steigt vom Beginn der Warnbergstraße an der Wolfratshauser Straße aus um etwa sechs Meter an bis auf etwa 580 m ü. NHN an. Auch nach Norden und Westen beträgt der Höhenunterschied zu der geneigten Fläche der Münchner Schotterebene etwa fünf bis sechs Meter. Nach Süden fällt das Gelände zunächst sanft um weniger als zwei Meter ab, um dann mit der schiefen Ebene wieder anzusteigen und an der Stadtgrenze wieder etwa 580 m ü. NHN zu erreichen.
Am Fuß der Anhöhe liegt der Waldfriedhof Solln an der Warnbergstraße. Nördlich des Friedhofs befindet sich die Gaststätte Iberl an der Wilhelm-Leibl-Straße, südlich das Kloster St. Gabriel an der Wolfratshauser Straße.
Auf der Kuppe der Anhöhe liegt das Gut Warnberg, ein ehemaliger Schwaighof, in dem eine Schule, das Kloster Marienanstalt Warnberg und eine Tierarztpraxis mit Reitstall und Pferdepension untergebracht sind. Neben dem Gut liegt ein kleiner Weiher, der Warnberger Weiher. Die Umgebung von Gut Warnberg wird landwirtschaftlich genutzt.
Der natürliche höchste Punkt Warnbergs liegt nördlich des Herrenhauses des Guts. Südlich des Herrenhauses ist mit der nach dem Jesuiten und Dichter Jacob Balde benannten Balde-Höhe ein Rest des künstlichen Turmhügels des Burgstalls Warnberg erhalten. Auf diesem liegt mit 580,5 m ü. NHN der höchste Punkt Münchens.